# 제12대 달라이 라마

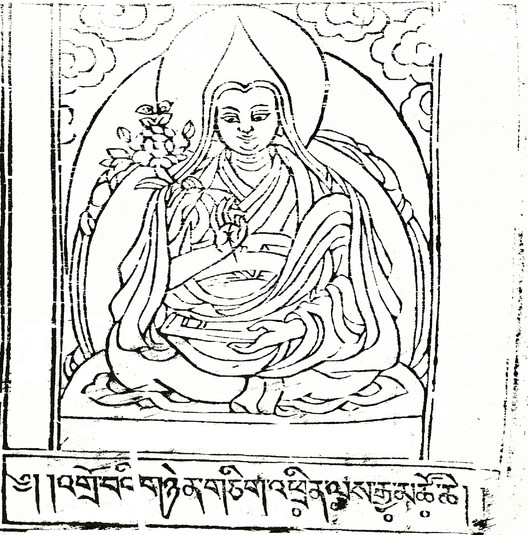

친레갸초(티베트어: འཕྲིན་ལས་རྒྱ་མཚོ, 1857년 ~ 1875년)는 제12대 달라이 라마이다.
그의 짧은 치세 동안, 티베트 외부 세계는 격랑에 휩쓸리고 있었다. 그동안 티베트를 보호해왔던 청나라의 국력이 급격히 쇠약해지며 티베트에 대한 대영제국의 간섭이 심해졌고, 이미 영국의 식민지가 되어버린 인도와 더불어 영국의 식민지가 되어버릴 것이라는 불안감이 티베트의 주민들 사이에 널리 퍼져나갔다.
1858년에 제11대 달라이 라마의 환생자임을 인정받았고, 1860년에 왕위에 올랐다. 당시 티베트의 우호국이었던 시킴과 부탄 지역의 군대와 영국의 군대가 충돌하자, 티베트 정부는 이에 항의하며 티베트로 향하는 모든 유럽 여행자들의 출입을 막았다. 게다가 이 전쟁은 영국이 티베트를 점령하기 위해 벌이는 계획의 일부로 보였고, 라싸의 승려들은 이와 같은 상황에 크게 우려할 수 밖에 없었다. 또한 서양 선교사들이 강을 통해 티베트 내부로 들어와 포교를 시작하자, 주민들은 이에 크게 반발하였지만 힘이 없었고, 무너져가던 청나라의 권위를 내세우는 것 말고는 다른 방도가 없었다.
친레갸초는 1873년 3월 11일, 마침내 달라이 라마로서 완전히 인정받았으나 얼마 지나지 않은 1875년 4월에 급사하여 달라이 라마로서의 권력을 제대로 닦지 못하고 세상을 떠나고 말았다.
| 전임 케줍갸초 | 제12대 달라이 라마 1860년 ~ 1875년 | 후임 툽땐갸초 |